# Aprilia (Itàlia)
|  | Per a altres significats, vegeu «Aprilia». |

Aprilia és un municipi italià, situat a la regió del Laci i a la província de Latina. L'any 2006 tenia 64.648 habitants.